# Wereldkampioenschap voetbal 1982 (kwalificatie CONMEBOL)
De CONMEBOL (Confederación Sudamericana de Fútbol) kreeg 4 tickets voor het wereldkampioenschap voetbal 1982 in Spanje. Als titelverdediger was Argentinië al geplaatst terwijl de overige 9 teams in 3 groepen van 3 verdeeld werden; de groepswinnaar kwalificeert zich telkens. Het aantal tickets steeg van drie naar vier in vergelijking tot het vorige WK. Argentinië, Brazilië en Peru kregen gezelschap van Chili.

## Gekwalificeerde landen
| FIFA-lid   | Confederatie | Kwalificatie    | Aantal dln. (inclusief 1982) | Dln. op rij | Eerste dln. | Laatste dln. | Titels (exclusief 1982) | Beste prestatie |
| ---------- | ------------ | --------------- | ---------------------------- | ----------- | ----------- | ------------ | ----------------------- | --------------- |
| Argentinië | CONMEBOL     | Titelverdediger | 8                            | 3           | 1930        | 1978         | 1                       | Wereldkampioen  |
| Brazilië   | CONMEBOL     | Winnaar groep 1 | 12                           | 12          | 1930        | 1978         | 3                       | Wereldkampioen  |
| Peru       | CONMEBOL     | Winnaar groep 2 | 4                            | 2           | 1930        | 1978         | 0                       | Kwartfinale     |
| Chili      | CONMEBOL     | Winnaar groep 3 | 6                            | 1           | 1930        | 1974         | 0                       | Derde           |

## Groepen en wedstrijden
Legenda

### Groep 1
Na twee WK's met matig spel had Brazilië weer een swingend elftal met allerlei supervedetten als Sócrates en Falcao. Het komende WK was weer een kans van Zico om te laten zien hoe goed hij was na het slecht verlopen WK in Argentinië, waar hij op de bank terechtkwam. Dit geheel werd gecoacht door Telê Santana, een groot liefhebber van aanvallend voetbal. De "gele kanaries" wonnen al hun wedstrijden in de kwalificatie-reeks.
| Pos | Land      | Wed | Win | Gel | Ver | DV | DT | +/− | Pnt |
| --- | --------- | --- | --- | --- | --- | -- | -- | --- | --- |
| 1.  | Brazilië  | 4   | 4   | 0   | 0   | 11 | 2  | +9  | 8   |
| 1.  | Bolivia   | 4   | 1   | 0   | 3   | 5  | 6  | −1  | 2   |
| 3.  | Venezuela | 4   | 1   | 0   | 3   | 1  | 9  | −8  | 2   |

|                 |           |                 |          |                                                               |
| 8 februari 1981 | Venezuela | 0 – 1           | Brazilië | Locatie:Caracas, Venezuela Scheidsrechter: Barreto Ruiz (URU) |
| 8 februari 1981 |           | Zico 82' (pen.) |          | Locatie:Caracas, Venezuela Scheidsrechter: Barreto Ruiz (URU) |

|                  |                                       |       |           |                                                              |
| 15 februari 1981 | Bolivia                               | 3 – 0 | Venezuela | Locatie:La Paz, Bolivia Scheidsrechter: Valdez Barrios (PAR) |
| 15 februari 1981 | Aguilar 38' Aragonés 67' Reynardo 84' |       |           | Locatie:La Paz, Bolivia Scheidsrechter: Valdez Barrios (PAR) |

|                  |              |       |                          |                                                              |
| 22 februari 1981 | Bolivia      | 1 – 2 | Brazilië                 | Locatie: La Paz, Bolivia Scheidsrechter: Labo Revoredo (PER) |
| 22 februari 1981 | Aragonés 27' |       | Sócrates 6' Reinaldo 60' | Locatie: La Paz, Bolivia Scheidsrechter: Labo Revoredo (PER) |

|               |            |       |         |                                                                   |
| 15 maart 1981 | Venezuela  | 1 – 0 | Bolivia | Locatie: Caracas, Venezuela Scheidsrechter: Jacome Guerrero (ECU) |
| 15 maart 1981 | Acosta 42' |       |         | Locatie: Caracas, Venezuela Scheidsrechter: Jacome Guerrero (ECU) |

|               |                           |       |                     |                                                                      |
| 22 maart 1981 | Brazilië                  | 3 – 1 | Bolivia             | Locatie: Rio de Janeiro, Brazilië Scheidsrechter: Castro Makuc (CHI) |
| 22 maart 1981 | Zico 20' (pen.), 26', 80' |       | Aragonés 68' (pen.) | Locatie: Rio de Janeiro, Brazilië Scheidsrechter: Castro Makuc (CHI) |

|               |                                                       |       |           |                                                         |
| 29 maart 1981 | Brazilië                                              | 5 – 0 | Venezuela | Locatie: Goiânia, Brazilië Scheidsrechter: Romero (ARG) |
| 29 maart 1981 | Tita 35', 57' Sócrates 55' Zico 72' (pen.) Júnior 84' |       |           | Locatie: Goiânia, Brazilië Scheidsrechter: Romero (ARG) |

### Groep 2
Na jaren van malaise kreeg Uruguay weer hoop na het verrassend gewonnen mini-WK in eigen huis. In de finale won Uruguay met 2-1 van Brazilië. Uruguay zat in een sterke poule met Peru, dat juist wel een sterke periode had in de jaren zeventig en Colombia, dat zich voorbereidde op WK in eigen land in 1986. Zowel Peru als Uruguay haalden drie punten tegen de Colombianen en alles kwam neer op de directe confrontaties. Peru won knap met 1-2 in Montevideo en had genoeg aan 0-0 gelijkspel in Lima om zich voor de derde keer in vier edities te kwalificeren voor het WK. Het WK zou in ieder geval het laatste WK worden van de grootste Peruaanse voetballer aller tijden, Teófilo Cubillas, inmiddels spelend in de Verenigde Staten bij de Fort Lauderdale Strikers.
| Pos | Land     | Wed | Win | Gel | Ver | DV | DT | +/− | Pnt |
| --- | -------- | --- | --- | --- | --- | -- | -- | --- | --- |
| 1.  | Peru     | 4   | 2   | 2   | 0   | 5  | 2  | +3  | 6   |
| 2.  | Uruguay  | 4   | 1   | 2   | 1   | 5  | 5  | 0   | 4   |
| 3.  | Colombia | 4   | 0   | 2   | 2   | 4  | 7  | −3  | 2   |

|              |             |       |             |                                                            |
| 26 juli 1981 | Colombia    | 1 – 1 | Peru        | Locatie: Bogotá, Colombia Scheidsrechter: Ithurralde (ARG) |
| 26 juli 1981 | Herrera 64' |       | La Rosa 86' | Locatie: Bogotá, Colombia Scheidsrechter: Ithurralde (ARG) |

|                 |                                 |       |                           |                                                             |
| 9 augustus 1981 | Uruguay                         | 3 – 2 | Colombia                  | Locatie: Montevideo, Uruguay Scheidsrechter: Scolfaro (BRA) |
| 9 augustus 1981 | Paz 20' Morales 80', 88' (pen.) |       | Sarmiento 40' Herrera 59' | Locatie: Montevideo, Uruguay Scheidsrechter: Scolfaro (BRA) |

|                  |                                |       |          |                                                            |
| 16 augustus 1981 | Peru                           | 2 – 0 | Colombia | Locatie: Lima, Peru Scheidsrechter: Llobregat Vicedo (VEN) |
| 16 augustus 1981 | Barbadillo 5' Uribe 72' (pen.) |       |          | Locatie: Lima, Peru Scheidsrechter: Llobregat Vicedo (VEN) |

|                  |               |       |                       |                                                                     |
| 23 augustus 1981 | Uruguay       | 1 – 2 | Peru                  | Locatie: Montevideo, Uruguay Scheidsrechter: Silvagno Cavanna (CHI) |
| 23 augustus 1981 | Victorino 67' |       | La Rosa 39' Uribe 47' | Locatie: Montevideo, Uruguay Scheidsrechter: Silvagno Cavanna (CHI) |

|                  |      |       |         |                                                  |
| 6 september 1981 | Peru | 0 – 0 | Uruguay | Locatie: Lima, Peru Scheidsrechter: Coelho (BRA) |
| 6 september 1981 |      |       |         | Locatie: Lima, Peru Scheidsrechter: Coelho (BRA) |

|                   |                    |       |                      |                                                        |
| 13 september 1981 | Colombia           | 1 – 1 | Uruguay              | Locatie: Bogotá, Colombia Scheidsrechter: Wright (BRA) |
| 13 september 1981 | Herrera 12' (pen.) |       | Victorino 43' (pen.) | Locatie: Bogotá, Colombia Scheidsrechter: Wright (BRA) |

### Groep 3
Chili plaatste zich zonder veel problemen voor het WK ten koste van het al jaren teleurstellend presterend Paraguay. Chili leunde vooral op zijn spijkerharde defensie, die geen enkel doelpunt incasseerde in de kwalificatie-reeks.
| Pos | Land     | Wed | Win | Gel | Ver | DV | DT | +/− | Pnt |
| --- | -------- | --- | --- | --- | --- | -- | -- | --- | --- |
| 1.  | Chili    | 4   | 3   | 1   | 0   | 6  | 0  | +6  | 7   |
| 2.  | Ecuador  | 4   | 1   | 1   | 2   | 2  | 5  | −3  | 3   |
| 3.  | Paraguay | 4   | 1   | 0   | 3   | 3  | 6  | −3  | 2   |

|             |              |       |          |                                                                                    |
| 17 mei 1981 | Ecuador      | 1 – 0 | Paraguay | Locatie:Guayaquil, Ecuador Stadion: Estadio Modelo Scheidsrechter: Barrancos (BOL) |
| 17 mei 1981 | Quiñónez 48' |       |          | Locatie:Guayaquil, Ecuador Stadion: Estadio Modelo Scheidsrechter: Barrancos (BOL) |

|             |         |       |       |                                                                                      |
| 24 mei 1981 | Ecuador | 0 – 0 | Chili | Locatie: Guayaquil, Ecuador Stadion: Estadio Modelo Scheidsrechter: Cardellino (URU) |
| 24 mei 1981 |         |       |       | Locatie: Guayaquil, Ecuador Stadion: Estadio Modelo Scheidsrechter: Cardellino (URU) |

|             |                                       |       |            | |
| 31 mei 1981 | Paraguay                              | 3 – 1 | Ecuador    | Locatie: Asunción, Paraguay Stadion: Estadio Defensores del Chaco Scheidsrechter: Cerullo Giuliano (URU) |
| 31 mei 1981 | Michelagnoli 47' Morel 64' Romero 81' |       | Nieves 88' | Locatie: Asunción, Paraguay Stadion: Estadio Defensores del Chaco Scheidsrechter: Cerullo Giuliano (URU) |

|             |          |           |       |                                                                                                  |
| 7 juni 1981 | Paraguay | 0 – 1     | Chili | Locatie: Asunción, Paraguay Stadion: Estadio Defensores del Chaco Scheidsrechter: Espósito (ARG) |
| 7 juni 1981 |          | Yáñez 70' |       | Locatie: Asunción, Paraguay Stadion: Estadio Defensores del Chaco Scheidsrechter: Espósito (ARG) |

|              |                       |       |         | |
| 14 juni 1981 | Chili                 | 2 – 0 | Ecuador | Locatie: Santiago, Chili Stadion: Estadio Nacional Toeschouwers: 79.209 Scheidsrechter: Aristizábal Murcia (COL) |
| 14 juni 1981 | Rivas 10' Caszely 85' |       |         | Locatie: Santiago, Chili Stadion: Estadio Nacional Toeschouwers: 79.209 Scheidsrechter: Aristizábal Murcia (COL) |

|              |                                 |       |          | |
| 21 juni 1981 | Chili                           | 3 – 0 | Paraguay | Locatie: Santiago, Chili Stadion: Estadio Nacional Toeschouwers: 75.075 Scheidsrechter: Arppi Filho (BRA) |
| 21 juni 1981 | Caszely 10' Yáñez 11' Neira 28' |       |          | Locatie: Santiago, Chili Stadion: Estadio Nacional Toeschouwers: 75.075 Scheidsrechter: Arppi Filho (BRA) |